# Erica Johansson
Erica Rose-Marie Johansson, gift Lamprecht 2009–2017, född 5 februari 1974 i Landvetters församling i Göteborgs och Bohus län, är en svensk före detta friidrottare i framför allt längdhopp. Hon tävlade för Mölndals AIK. Hon vann under sin aktiva karriär guld vid junior-VM och inomhus-EM. Hennes personliga rekord i längd – 6,99 meter noterat år 2000 – är ännu, 2025, gällande svenskt rekord.

## Biografi

### Friidrottskarriären
Erica Johansson blev ett namn för idrottspubliken 1989, då 15-åringen under sommaren tog över det svenska rekordet med ett hopp på 6,50 m. Johanssons största meriter blev guld i junior-VM 1992 och guld i inomhus-EM 2000.
Hennes personliga (och ännu gällande svenska) rekord lyder på 6,99 m, noterat 5 juli 2000 vid en tävling i Lausanne i Schweiz. Johansson har varit över sjumetersgränsen vid några tillfällen, dock i för stark medvind.
År 2002 avslutade Johansson sin aktiva idrottskarriär på elitnivå. Därefter har hon bland annat agerat som ambassadör för stiftelsen Ren Idrott. Hon kvarstod 2014 som ambassadör för organisationen. Hon är numera också styrelsemedlem i Mölndals AIK, klubben där hon tävlade som aktiv.

### Efter elitkarriären
Johansson vann Preem Superstar 1997. I finalen mötte hon Magdalena Forsberg och Louise Karlsson. Längdhoppskollegan Mattias Sunneborn tog hem herrsegern. 
Johansson har även deltagit i Melodifestivalen tillsammans med Frida Johansson och Maria Akraka, kallade "Team Sweden", stod hon för körsången åt Nick Borgen när han sjöng We are all the winners, som slutade på andra plats i den svenska Melodifestivalen 1993. Johansson anlitas ofta som expertkommentar i SVT under friidrottstävlingar.
I den andra säsongen av Let's Dance deltog Johansson med danspartnern Daniel da Silva, där de slutade på en tredjeplats. 2009 var Erica en av deltagarna i Mästarnas mästare. Från februari 2010 till juni 2011 var hon programledare för dragningen i Sverigelotteriet.
År 2014 deltog Johansson i TV4:s tävlingsprogram Hela kändis-Sverige bakar. Johansson vann tävlingen och fick 50.000 kronor att ge till ett välgörande ändamål.
Sedan 2009 verkar Erica Johansson även som föreläsare, och via ett familjeföretag sysslar hon med företagsutveckling riktad till idrottsföreningar. Hon är utbildad personlig tränare och friskvårdsterapeut och har i den senare rollen arbetat mycket med barn och ungdomar.
Erica Johansson är sedan 2022 också hoppcoach för ungdoms- och juniorlandslaget i friidrott.

### Privatliv
I september 2009 gifte sig Erica Johansson med sin sambo Martin Lamprecht. Tillsammans har de en dotter och sedan tidigare har Erica ytterligare en dotter. Paret skilde sig 2017 .

## Meriter

### Mästerskap (längdhopp)
- Junior-EM: silver 1989, 4:a 1991, guld 1993
- Junior-VM: silver 1990, guld 1992
- Inomhus-VM: 6:a 1993, 9:a 1999
- EM: kval 1994, 5:a 1998
- VM: 8:a 1997, 10:a 1999
- Inomhus-EM: guld 2000
- OS: kval 2000
- Grand Prix-finaler: sexa 2000 på 6,69 m[12]

Källor: 

### Personliga rekord
- 60 m (inomhus) 7,63 s
- 100 m 11,82 s
- 200 m 23,75 s
- 800 m 2.21,95 min
- 100 m häck 13,63 s
- Höjdhopp 1,78 m
- Längdhopp 6,99 m (7,07 m vind över 3 m/s)
- Tresteg 13,95 m (14,32 m vind över 3 m/s)
- Kulstöt 10,67 m
- Diskuskast 27,69 m
- Spjutkast 30,39 m
- Släggkast 27,66 m